# 朝日放送制作・TBS木曜9時30分枠の連続ドラマ
朝日放送制作・TBS木曜9時30分枠の連続ドラマ（あさひほうそうせいさく・ティービーエスもくようくじさんじっぷんわくのれんぞくドラマ）は、1969年から1971年にかけて、朝日放送の制作により、TBS系列で毎週木曜日21時30分 - 22時15分（1970年4月16日以降は、同曜日の21時30分 - 22時00分）(JST) に放送されたテレビドラマの枠である。この項目では、初期に放送されたTBS制作のドラマ「娘すし屋繁盛記」についても併せて記す。

## 歴史
元々この枠は、TBS（当時は前身のラジオ東京テレビ=KRT）が開局してから約2ヶ月後の1955年6月10日から「東洋チャンピオンスカウト」と言うボクシング番組を放送していたが、1969年4月の番組改編で、同番組が22時15分からの45分枠に移動したため、それと入れ替わる形でこのドラマ枠が新設された。また、朝日放送は同年3月末まで火曜日22時00分から30分枠でドラマを放送していたが、その枠が4月の番組改編で1時間の海外ドラマ放送枠に変更されたために消滅、事実上、そのドラマ枠を継承する形にもなった。新設後第1作目の「娘すし屋繁盛記」はTBS制作で、元々は同年1月24日から金曜日21時からの30分枠で放送されていたが、やはり4月の番組改編で「土曜ロードショー」が土曜22時台から金曜19時30分からの2時間枠に移動した影響で、同枠に移動する形になり、これに併せて同番組も15分拡大する形を取った。
「娘すし屋繁盛記」の終了後は朝日放送制作の45分ドラマ枠となり、山内久司プロデューサーが脚本家の佐々木守と初めてタッグを組んだ「月火水木金金金」や緒形拳主演で話題となった「豆腐屋の四季」、佐野周二・関口宏親子の初共演作となった「金太郎の孫」が放送された。1970年4月16日以降は「木下恵介・人間の歌シリーズ」が木曜22時からの枠に新設された影響で、30分枠に短縮された。その後も6ヶ月ないし3ヶ月の連続ドラマが放送されたが、1971年10月の番組改編で直前の枠と統合する形で消滅。石坂浩二主演の弁護士ドラマ「喧嘩は絶対いたしません!」が実質上この枠に於ける最後の作品となった（その後朝日放送は長年に渡り、TBSの木曜21時枠の制作を手掛ける事となった）。

## 作品リスト
「娘すし屋繁盛記」以外は全て朝日放送制作。

### 1969年
- 「娘すし屋繁盛記」（4月3日 - 4月10日）[4]原作：榎本秀子、前原大輔 出演：和泉雅子、森光子、木村功、柳家小さんほか 制作：TBS
- 「月火水木金金金」（4月17日 - 7月10日）出演：中山千夏、横山リエ、日色ともゑ、吉村実子、吉田日出子ほか
- 「豆腐屋の四季」（7月17日 - 1970年1月8日）原作：松下竜一 出演：緒形拳、川口晶、淡島千景、藤原釜足ほか

### 1970年
- 「金太郎の孫」（1月15日 - 4月9日）出演：佐野周二、関口宏、梓英子、江夏夕子、花柳喜章、土田早苗ほか　※ここまで21:30 - 22:15。
- 「まごころ」（4月16日 - 10月8日）出演：加東大介、草笛光子、北川めぐみ、川口晶、松原麻里ほか ※ここから21:30 - 22:00。
- 「だまって坐れ」（10月15日 - 1971年1月21日）出演：佐野周二、林美智子、高松しげお、多々良純、生田悦子ほか

### 1971年
- 「負けられません!」（1月28日 - 4月29日）出演：松原智恵子、高城丈二、宝生あやこ、渡辺篤史ほか
- 「ヒトリできめます!」（5月6日 - 8月5日）出演：三益愛子、花柳喜章、南風洋子、川口晶、寺尾聡、堺正章ほか
- 「喧嘩は絶対いたしません!」（8月12日 - 9月30日）出演：石坂浩二、佐藤慶、浜田光夫、水野久美ほか

## スポンサー
- 白鶴酒造 - 初期からのスポンサー。同枠が前の枠と統合して1時間枠になったのを機に降板した。
- 味の素 - 初期から「まごころ」まで担当。大阪万博開催時には、番組スポンサーの紹介の際に必ず「日本万国博覧会出展」のフレーズが付け加えられた。
- ヤクルト - 初期から「金太郎の孫」まで担当。同枠が30分に短縮するのを機に降板した。
- キョーリン製薬 - 「だまって坐れ」以降のスポンサー。1時間枠に移行した後も続けて担当した[5]。